# (5742) 1990 TN4
(5742) 1990 TN4 (1990 TN4, 1982 JF, 1985 WR) — астероїд головного поясу. Відкритий 9 жовтня 1990 року Робертом Макнотом.
Тіссеранів параметр щодо Юпітера — 3,168.